# Balsa (Lusitânia)
Balsa foi uma cidade portuária do Império Romano, que estava situada principalmente na antiga freguesia da Luz de Tavira e parcialmente na freguesia de Santa Luzia, ambas parte do concelho de Tavira, na região do Algarve, em Portugal. Historicamente, fazia parte da província romana da Lusitânia. Embora fundada antes do domínio romano, terá atingido o seu apogeu durante este período. A urbe romana foi criada no século I a.C., tendo sido citada como cidade do Império Romano por Pompónio Mela, Plínio e Ptolomeu. No seu apogeu, Balsa ocupou uma área de 45 hectares, seria uma cidade maior que Olisipo (actual Lisboa) ou Ossónoba (actual Faro), daí pode-se verificar que era uma das maiores cidades da Lusitânia. Balsa adquiriu autonomia municipal e chegou a cunhar moedas no início da colonização romana, e em 73 ou 74 recebe o Direito Latino como outras cidades da Hispânia. O pólo arqueológico correspondente à antiga cidade de Balsa é denominado de Estação Arqueológica Romana da Luz de Tavira.

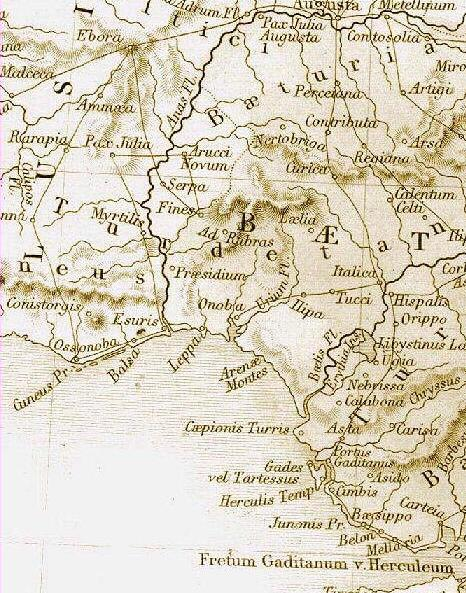
Reconstituição de como seria a região do Golfo de Cádis durante o período romano, incluindo a cidade de Balsa, entre Esuris (Castro Marim e Ossónoba (Faro).

## Descrição

### Localização
A cidade de Balsa ficava situada, em conjunto com as povoações romanas de Ossónoba e Mírtilis (Mértola), no promontório Cúneo, uma das duas divisões da futura região do Algarve, segundo a obra de Pompónio Mela, De Situ Orbis. Segundo o Itinerário de Antonino, ficava entre as cidades de Ossónoba, a uma distância de 16 milhas romanas, e Besuris (Castro Marim), a cerca de 24 milhas, estando situado na zona da posterior cidade de Tavira. Segundo vários autores, a cidade ficava integrada no Convento Jurídico Pacense. A cidade de Balsa situa-se na zona das quintas de Torre de Ares e das Antas, na freguesia de Luz de Tavira, dentro do concelho de Tavira, mas distando cerca de quatro a cinco quilómetros da cidade em si, no sentido ocidente. A zona onde se encontram as ruínas de Balsa situa-se no litoral, ao longo das margens da Ria Formosa.

### Preservação e ameaças
O local onde foram encontrados os principais vestígios da cidade foi classificado como Zona Especial de Protecção, embora tenham sido outros indícios da cidade fora da área protegida. A zona sofreu uma grande pressão imobiliária, tendo as antigas estruturas rurais sido substituídas por grandes mansões, moradias e vivendas, processo que levou à destruição ou ocultação de grande parte dos vestígios fora da zona de protecção, tendo sido encontradas paredes de termas nas caves das moradias, e antigos mosaicos romanos como decoração de casas de banho. Também se verificou a destruição de parte das ruínas situadas no interior da zona de protecção, devido às obras para uma exploração agrícola. Durante várias décadas verificou-se uma pilhagem dos vestígios arqueológicos na zona de Balsa, com destino aos mercados de arte ou para venda na Internet, principalmente moedas.

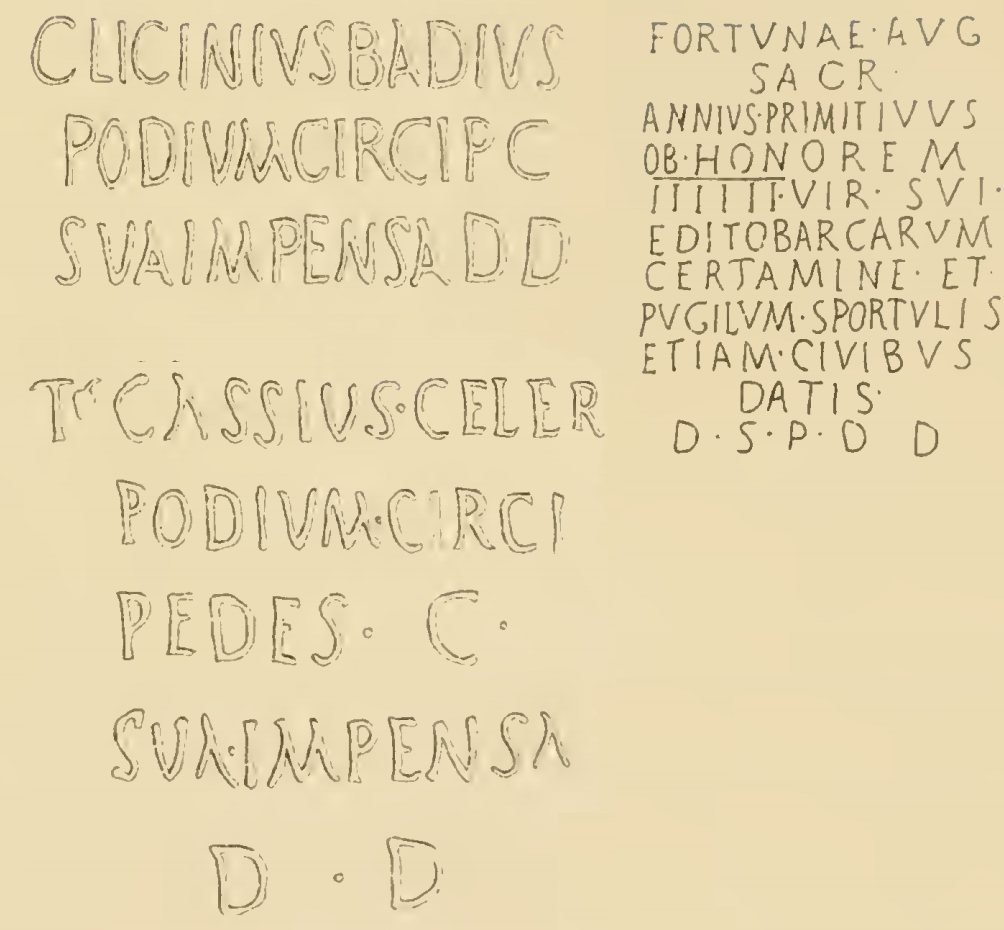
Inscrições romanas em lajes encontradas na Quinta das Antas, que fazem referência ao circo de Balsa.

#### Composição e estrutura económica e social
Balsa era uma cidade litoral, estando limitada por uma frente marítima numa grande extensão. Foi talvez a maior cidade romana em Portugal, devido à vastidão do terreno no qual foram encontrados vestígios, tendo atingido, no século II, uma área de cerca de 47 hectares. O centro da cidade ficava na zona de Torre de Aires, Antas e Arroio, enquanto que os subúrbios estavam situados no local do aldeamento de Pedras del Rei, e nas zonas da Luz, Rato e Pinheiro. Porém, em 2019 ainda estavam por definir precisamente os limites da parte urbana de Balsa.
A cidade possuía vários edifícios decorados com mosaicos, como balneários, tendo sido igualmente encontradas várias necrópoles nas imediações. Um exemplo de mosaico foi encontrado por Estácio da Veiga, que desenterrou pavimentos de formas geométricas em tons azuis e brancos, formando losangos seriados e unidos por filetes. Estácio da Veiga também descobriu um tanque de água em tijolo, coberto por Opus signinum. A cidade contava com um fórum ou praça pública, situado na zona da Quinta da Torre de Aires, um teatro, várias piscinas e um circo, ao qual fazem referência várias placas de pedra calcária, encontradas na zona da Quinta das Antas. Duas destas inscrições, dos finais do século II, foram estudadas por Emil Hübner, que interpretou a primeira como «C(aivs) Licinivs Badivs podivm circi p(edes) c(entvm) sva impensa d(onvm) d(at),» [«Gaio Licínio Bádio mandou fazer à sua custa cem pés do pódio do circo, como dom para a cidade.»], e a segunda como «T(itvs) Cassivs Celer podivm circi pedes c(entum) sva impensa d(onum) d(at)» [«Tito Cássio Célere mandou fazer à sua custa cem pés do pódio do circo, como dom para a cidade.]». Um terceira inscrição não refere o circo em si, mas descreve como um abastado cidadão organizou dois eventos que poderiam ter tido lugar dentro daquele espaço, uma luta entre atletas e um combate de embarcações: «FORTUNAE • AVG • SACR • ANNIVS • PRIMITIVVS OB • HONOREM IIIIII • VIR • SVI • EDITO BARCARVM CERTAMINE • ET • PVGILVM • SPORTVLIS ETIAM • CIVIBVS DATIS • D • S • P • D • D» [«Fortunae Aug(ustae) | Sacrum. | Annius Primitivus | ob honorem | sexvir(atus) sui, | edito barcarum | certamine et | pugilum, sportulis | etiam civibus | datis | d(e) s(sua) p(ecunia) d(onum) d(at)» - «Consagrado à Fortuna Augusta. Annio Primitivo, pela honra que obteve do sevirato, depois de ter exibido um combate de barcas e de atletas, e também depois de ter distribuído dádivas aos cidadãos, deu este altar, erigido à sua custa.»]. Não foram encontrados vestígios físicos do circo em si, restando apenas estas inscrições como a única referência ao edifício.
As ruínas de Balsa incluem os vestígios de um porto interior e um molhe artificial, que atestam a importância da cidade como centro portuário. Tal como sucedeu noutras povoações romanas no Algarve, como Milreu, na Abicada ou no Cerro da Vila, em Vilamoura, a forte ligação entre a cidade e o mar ficou expressa através da utilização de motivos marinhos na numismática e nas artes, como a estatuária. A cidade possuía a sua própria ceca, que funcionou no século I a.C., durante o período republicano, e que foi criada, tal como sucedeu com outras cidades no Sul da Península, para romanizar o território e estimular uma economia baseada em moedas. As moedas eram feitas de chumbo, com vários valores desde o quadrante ao asse, e representavam principalmente barcos e peixes. Destaca-se uma moeda de asse, que no anverso tinha um navio encimado por uma legenda toponímica, que estava repetida no reverso, entre dois peixes. Em termos de estruturas industriais, foram encontradas várias cetárias, grandes tanques de salga que eram utilizados na preparação de peixe. Existem mais vestígios da cidade fora da zona protegida, como aquedutos, necrópoles, fornos industriais, várias villas suburbanas e um possível hipódromo.
A estrutura social típica romana incluía cidadãos, peregrinos, libertos e escravos, embora por vezes estes últimos ocupavam posições de elevada importância, devido à especialização das suas funções. Isto também sucedeu em Balsa, onde o importante posto de dispensator, ou tesoureiro municipal, era desempenhado por um escravo. Na cidade também se formou pelo menos um collegium, ou seja, uma associação privada regulada pela legislação, que neste caso era destinada ao culto dos deuses Lares.

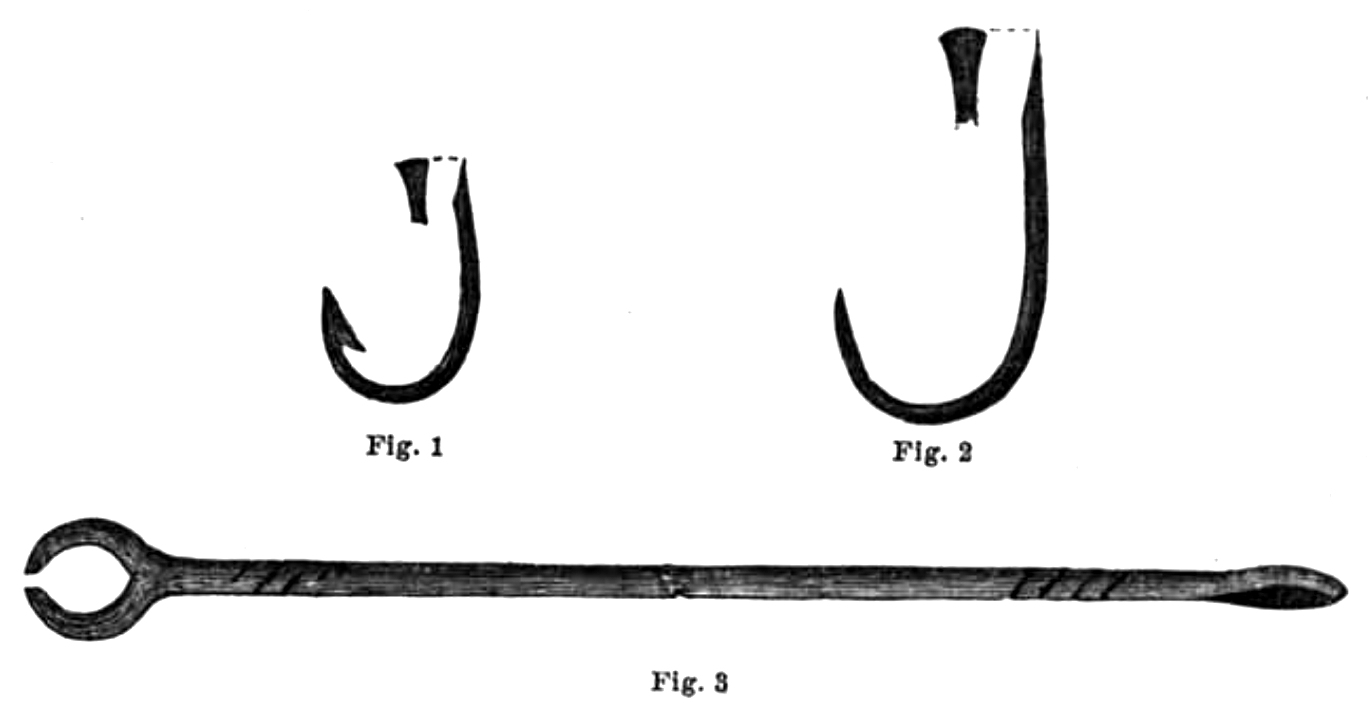
Anzóis e agulha de rede romanos, encontrados na zona de Balsa.

### Espólio
Dentro da zona classificada, foram encontradas peças de cerâmica, moedas, e estelas com inscrições. Também foi encontrado um fragmento de um marco romano perto de Balsa, investigado por Fernandes Mascarenhas, onde estava indicada a distância de Balsa a Ossónoba, em milhas. Numa sepultura foram encontrados uma serpente em chumbo e um baixo-relevo, onde um casal está representado duas vezes com feições diferentes, tendo o historiador Estácio da Veiga avançado a explicação que seria uma representação de duas fases da vida do casal, a juventude e a velhice. A maior parte das peças foram encontradas por Estácio da Veiga ou doadas pelos proprietários dos terrenos, tendo sido guardados no Museu Nacional de Arqueologia em Lisboa.

## História

### Povoado pré-romano
O povoamento na zona da cidade de Balsa iniciou-se antes do domínio romano, tendo Estácio da Veiga encontrado instrumentos de pedra, como machados e percurtores, que identificou como sendo do período neolítico, e armas de cobre, além que o topónimo Antas parece indicar a presença de antigos monumentos funerários. Avançou igualmente a teoria de que o desaparecimento desses monolitos podia dever-se ao seu aproveitamento por parte dos romanos para a construção dos edifícios.
A cidade de Balsa foi fundada antes do domínio romano da Península Ibérica, não sendo o nome de Balsa de origem latina. Muito provavelmente, terá sido introduzido pelos Fenícios.[carece de fontes?] A forma inicial seria Baal Safom (Baal Safon) ou Baal Xamã (Baal Shaman), epítetos do deus fenício protector dos navegantes, e corresponderia à designação do povoado fenício de Tavira (sécs. VIII-VI a.C.), notável pelos vestígios arqueológicos de índole religiosa, que configura a sua função de porto-santuário. Apesar destas evidencias religiosas, ainda há quem clame a origem ibérica do topónimo Balsa.[carece de fontes?] O termo balsa também significa charco, jangada, canavial, ou de dorna onde as uvas são transportadas para o lagar. Este nome poderá ter pertencido a uma antiga povoação na zona, que terá sido posteriormente transferida para o seu local definitivo, como sucedeu com outras cidades romanas.
Balsa terá sido também estado sob o domínio cartaginês.
O nome alterou-se mas permaneceu até à conquista romana. No século II a.C. corresponderia já à região sob controlo da comunidade turdetana dos balsenses, cujo centro era então no Serro do Cavaco, a 1 km de Tavira (lugar que assume hegemonia após a destruição do sítio turdetano de Tavira em finais do século IV a.C.).[carece de fontes?]

### Domínio romano
Na altura do Nascimento de Cristo e até meados do primeiro milénio, a Península Ibérica fez parte da civilização romana, uma extensa organização militar e política, que no seu apogeu chegou a dominar a maior parte da Europa, e parte da Ásia e África. A invasão romana da península iniciou-se cerca de 200 anos antes do nascimento de Cristo, no âmbito das Guerras Púnicas, onde os impérios romano e cartaginês se degladiaram pelo controlo do Mar Mediterrâneo. As forças romanas lançaram uma campanha para atacar as colónias cartaginesas na península, que terminou com a conquista da cidade de Gades (Cádis) em 206 a. C.. Ao mesmo tempo, iniciaram uma série de campanhas para conquistar o resto da Península Ibérica, conflito que durou aproximadamente duzentos anos. Cerca de 155 a. C., iniciou-se a Guerra Lusitana, na qual os exércitos de Roma combateram as tribos lusitanas, e que terminou no século I d. C., com a conquista total da península.
A faixa Sul da Lusitânia, correspondente à moderna região do Algarve, foi escolhida pelas elites romanas para se instalarem, o que pode ser comprovado pelas várias mansões encontradas, como as do Cerro da Vila, em Vilamoura, Milreu, em Estoi, e Abicada, na Mexilhoeira Grande. Esta preferência pode ser explicada pelo clima ameno, e por motivos comerciais, como uma extensa costa rica em peixe, e solos férteis. Por outro lado, a região apresentava uma grande estabilidade em relação ao resto da península, o que pode ser explicado pela situação geográfica, estando isolada do restante território pelas serras de Monchique e Caldeirão, e pelo Rio Guadiana. Estas condições favoreceram o desenvolvimento de grandes cidades portuárias, como Balsa e Ossónoba, que se tornaram importantes pólos económicos, políticos e religiosos na região. O seu poderio económico estava principalmente centrado nos portos, que possibilitavam uma rica indústria pesqueira, e serviam como ponto de ligação com Roma e o resto do império. A indústria da pesca servia de suporte a um grande número de actividades, incluindo a construção e reparação naval, produção de utensílios de pesca, as estruturas para preparação e exportação dos produtos piscícolas, e o fabrico dos contentores para o seu transporte, levando desta forma a uma grande dinamização económica das povoações onde estava localizada.
A colonização do território pelos romanos foi feita essencialmente de duas formas, através da fundação de novas cidades ou da adaptação de antigos povoados indígenas, como sucedeu em Balsa, onde foram identificados os vestígios de um cadastro de origem romana. As cidades de Balsa, Ossónoba, Lacóbriga e Besuris estavam situadas na região dos povos cónios, cúnios ou cunetes.
Desde meados do século I que a cidade terá conhecido um acelerado desenvolvimento, tendo restado vários vestígios da organização urbana típica da civilização de Roma, incluindo grandes artérias e zonas de edifícios, que revelam um grande crescimento em termos demográficos e económicos. Balsa terá sido uma das cidades da península que foi municipalizada durante o período flaviano, tendo recebido o direito latino (Ius latii) de Vespasiano. Este estatuto era de elevada importância para a integração dos núcleos urbanos anteriores ao domínio romano, conhecidos como oppida, uma vez que permitia aos seus habitantes a obtenção da cidadania latina, aumentando a sua influência política. Desta forma, durante o período flaviano desenvolveu-se uma poderosa oligarquia na Hispânia, que chegou a ocupar importantes postos na estrutura política e administrativa romana. Este período de crescimento durou até aos finais do século II, entrando depois em declínio desde o século III até ao VII. Esta transição poderá ter sido causada por um maremoto, que teria destruído a cidade nos finais do século II ou nos princípios do século III, e que também atingiu outras povoações costeiras nas proximidades. Com efeito, foram encontradas várias estruturas da fase de decadência da cidade, que reutilizavam os materiais dos edifícios mais antigos.
Entre os muitos vestígios da cidade romana, foram encontradas várias lápides, algumas com referência local, uma estatueta de mármore de um mulher, de 42 cm de altura, e muitos outros objectos, incluindo tésseras de chumbo, e moedas do século I. Também foram recolhidos fragmentos de peças em cerâmica, incluindo uma que ainda apresenta a marca do fabricante, uma olaria situada na região romana da Gália, correspondendente à moderna França. Grande parte do espólio foi preservado no Museu Arqueológico de Faro e no Museu Etnológico Português. Também foram encontrados os restos de uma necrópole e de um circo. Um outro possível vestígio romano nas proximidades é a ponte antiga em Tavira, que pode ter sido originalmente construída durante aquele período.
Em 1856, foi encontrada na Fazenda da Trindade, em Santa Luzia, uma árula com uma inscrição no idioma grego, datado da segunda metade do século I. No lado esquerdo tem um relevo de uma pomba, e do lado direito um cacho de uvas, símbolos de Baco, que surgem com frequência nos monumentos funerários romanos. O arqueólogo José Leite de Vasconcellos traduziu a inscrição na sua obra Religiões da Lusitania, como «Adeus! Eveno e Antiochis a seu dulcissimo filho Taciano, que viveu um anno e vinte dias: em memoria. Adeus! Tal é a condição da vida humana».

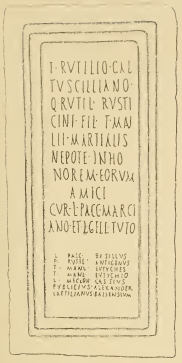
Gravura de uma pedra funerária romana, encontrada na zona de Torre de Aires.

### Declínio e ocupação posterior
A decadência de Balsa foi feita de altos e baixos, recuperações, crises e destruições violentas. O grupo social influente, ligado ao tráfico marítimo, foi perdendo força e desaparece no século III, à medida que o império começava também ele a decair.[carece de fontes?] Em 276 é atacada pelos Francos e pelos Alamanos e sofre grande destruição no grande sismo de 382.[carece de fontes?] O povoado do Serro do Cavaco sobrevive até ao tempo de Augusto, sendo então abandonado, até hoje.[carece de fontes?]
No século V, iniciou-se a invasão da Península Ibérica pelos povos bárbaros, principalmente germanos, suevos e visigodos, levando a profundas modificações sociais, políticas e económicas. Com efeito, o domínio visigótico, que sucedeu ao suevo, apresentava um sistema de governo muito diferente do romano, centrado em famílias guerreiras ou em torno de um monarca, que levava a lutas internas, e ao mesmo tempo foi incapaz de estimular uma economia já debilitada pelos vários conflitos, levando ao seu profundo enfraquecimento. Desta forma, a monarquia visigótica foi incapaz de se defender eficazmente da invasão muçulmana que se iniciou em 711, e que depressa tomou grande parte da península. Com efeito, apenas dois anos depois já os muçulmanos estavam sob controlo de várias cidades importantes no Sul da península, tendo pouco tempo depois atingido a sua extensão máxima, permanecendo apenas sob controle dos cristãos uma reduzida faixa de terreno montanhoso na Cordilheira Cantábrica. A antiga cidade de Balsa terá sido habitada durante este período, como comprovado pelos vestígios muçulmanos encontrados em escavações.
O sítio de Tavira permanece abandonado até ao século XI, época da fundação islâmica do povoado com este nome.[carece de fontes?] Desta forma, o principal centro urbano na zona deixou de ser Balsa, e passou a ser Tavira. Esta transferência de uma povoação para um novo local nas proximidades não foi caso único no Algarve, tendo acontecido igualmente em Lacóbriga, na moderna cidade de Lagos. A construção de Balsa terá sido a principal intervenção urbana na região oriental do Algarve, até à inauguração de Vila Real de Santo António, no século XVIII.

### Redescoberta

#### Idade moderna
Desde que se iniciaram os primeiros estudos sobre a história da região de Tavira, ainda em meados do segundo milénio, que a cidade de Balsa ocupou um papel fundamental. Com efeito, desde o século XVI que os humanistas europeus procuraram redescobrir a localização das cidades referidas pelos autores das antigas civilizações, incluindo Balsa, que foi citada por Pompónio Mela, Ptolemeu e Plínio, o Velho, entre outros. A principal fonte para a sua localização foi o itinerário de Antonino Pio, que descreveu as rotas principais da civilização romana, incluindo as distâncias entre Balsa, Ossónoba e Esuris. Nesta altura, pensava-se que Ossónoba ficava situada em Estói e Esuris em Ayamonte, pelo que a localização hipotética de Balsa foi desviada no sentido Este, ficando sensivelmente no local da futura cidade de Tavira, levando assim os historiadores a calcular que a povoação moderna tinha sido construída em cima das antigas ruínas. Outros motivos para esta conclusão foi a grande dimensão de Tavira, na altura uma das maiores povoações na região, e a inexistência de grandes campos de ruínas nas proximidades, que pudessem ser identificados como a antiga cidade romana. Um dos principais historiadores a sustentar esta teoria foi André de Resende, que na sua obra Antiguidades da Lusitânia, de 1593, avançou que a cidade de Tavira, então a maior no Algarve, era a mesma de Balsa, tendo ocorrido apenas uma mudança de nome.
Em 1758, num inquérito paroquial organizado na sequência do Sismo de 1755, o pároco de Luz de Tavira afirmou que tinham sido encontrados vestígios de uma cidade arruinada na zona entre Arroio e Pedras del Rei, e que era popularmente conhecida como Antas ou Andas. Esta identificação errónea, em conjunto com a falta de tratamento científico exaustivo ao inquérito paroquial, impediram que fosse dada uma maior atenção às ruínas descritas pelo sacerdote. Ainda no século XVIII, a cidade de Balsa foi referida pelo historiador Vicente Salgado.

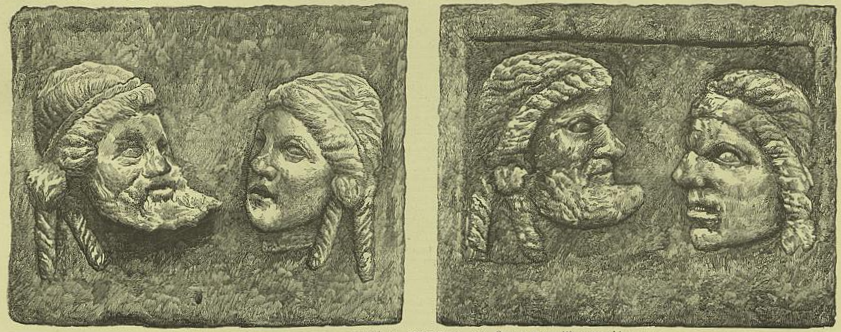
Baixos-relevos encontrados numa sepultura em Balsa, durante as escavações de Estácio da Veiga.

#### Século XIX
Na década de 1860, o arqueólogo Estácio da Veiga, natural de Tavira, iniciou uma série de pesquisas arqueológicas na zona litoral do concelho, local que já conhecia, uma vez que familiares seus tinham ali propriedades. Fez várias escavações nas quintas das Torre de Aires, Antas e Pedras del Rei, onde encontrou restos de edifícios do período romano, e também alguns vestígios de povoamento anterior. Estácio da Veiga identificou a cidade como Balsa na sua obra Povos Balsenses de 1866. Desta forma, refutou a antiga teoria de que Balsa estava situada em Tavira, baseado nos extensos achados arqueológicos na Luz e à falta de vestígios romanos em Tavira, e nas descrições de Balsa por Plínio, Mela e Ptolomeu, que se adaptavam melhor à zona da Luz do que à moderna localidade de Tavira. Além disso, também contestou a identificação de Ossónoba em Estoi e de Ésuris em Aiamonte, tendo em vez disso sugerido a zona de Milreu para a primeira e Castro Marim para a segunda, alterando desta forma o local indicado pelo Itinerário de Antonino. No interior das ruínas, Estácio da Veiga encontrou uma sepultura, onde estavam as ossadas de pelo menos dois indivíduos. Outras escavações foram feitas pelo proprietário da Quinta das Antas, João Luís Mendonça e Melo, onde também encontrou instrumentos pré-históricos abaixo dos alicerces romanos. Os estudos que Estácio da Veiga fez em Balsa foram incluídos na Carta Arqueológica do Algarve, cujo primeiro esboço foi exposto em 1878, e em 1880 foi publicamente apresentada, em conjunto com a sua proposta para o museu arqueológico do Algarve, na IX sessão do Congresso Internacional de Antropologia e Arqueologia Pré-Históricas, na cidade de Lisboa. A carta foi revista entre 1882 e 1883, mas os trabalhos foram interrompidos com o falecimento de Estácio da Veiga, em 1891, tendo a investigação de Balsa ficado apenas num nível incipiente.
Entretanto, o arqueólogo Teixeira de Aragão fez várias pesquisas na zona, tendo estudado uma necrópole que relacionou a Balsa, e provavelmente terá encontrado diversos artefactos dessa época, incluindo o fragmento de uma ânfora com a legenda FIG.GEM/ELLIANI, que foi preservada no Museu Nacional de Arqueologia, em Lisboa. Entre 1894 e 1895, a zona de Tavira também foi investigada pelo arqueólogo António dos Santos Rocha, que no entanto passou ali pouco tempo, e posteriormente por Leite de Vasconcelos, que reuniu alguns materiais para o museu de Belém.

#### Século XX
Na década de 1940, os arqueólogos Henri Breuil e Georges Zbyszewski estiveram em Luz de Tavira, durante o seu trabalho de levantamento de vestígios paleolíticos nas costas nacionais. Contaram com a colaboração de Abel Viana, que em Balsa escavou uma necrópole nas Pedras del Rei. Alguns investigadores regionais, como Mário Lyster Franco, Pinheiro Rosa e José Fernandes Mascarenhas, também escreveram sobre a história de Tavira.
Nas últimas décadas do século XX, reacendeu-se o interesse pela arqueologia em Tavira, incluindo a cidade de Balsa. Este interesse deriva principalmente a uma nova perspectiva do património como recurso cultural e económico, especialmente no Algarve, região onde a indústria do turismo teve um grande desenvolvimento. Nos princípios dos anos 70, Maria Luísa Estácio da Veiga Afonso dos Santos, no âmbito da sua dissertação de licenciatura, recuperou a maior parte dos registos do seu antepassado sobre os estudos que fez para a elaboração da Carta Arqueológica do Algarve. Esta colecção reúne uma grande riqueza documental sobre a cidade de Balsa, incluindo textos, desenhos de mosaicos e outros materiais, e plantas de edifícios, que até então não tinham sido divulgados. Em Agosto de 1977, a autarquia de Tavira enviou um telegrama urgente para a Direcção-Geral do Património Cultural, onde alertava para a venda da propriedade da Torre de Aires, de grande valor arqueológico, que estava naquela altura a sofrer profundas alterações para reconversão das suas actividades agrícolas. O arqueólogo da Direcção-Geral, Bandeira Ferreira, exortou à Câmara Municipal de Tavira que continuasse a vigilância sobre a propriedade. Em seguida, os arqueólogos Manuel Maia e Maria Maia, do Museu Nacional de Arqueologia e Etnologia, fizeram várias prospecções na zona, tendo elaborado um mapa onde propunham a área que devia ser classificada. Defenderam que o governo adquirisse os terrenos pelo valor de 6 milhões de escudos, o mesmo preço pelo qual tinha sido comprado pelo novo dono, o Sr. Barafusta. O estado pediu então à autarquia que comparticipasse no valor, que no entanto declarou que apenas podia disponibilizar cerca de 300 contos. Nestas escavações também participou o arqueólogo Quartim Ribeiro. Devido à falta de vestígios à superfície, a escavação foi feita sem local definido, tendo Manuel Maia encontrado o esgoto das termas, enquanto que Maria Maia descobriu várias cetárias, e Quartim Ribeiro, que estava a trabalhar no vale, escavou uma lixeira no interior de uma casa arruinada, onde encontrou vários artefactos. Porém, estas investigações não chegaram a ser concluídas. Já nessa altura foram identificados vários riscos para a preservação das ruínas, tendo Manuel Maia assistido, por exemplo, à destruição parcial de uma piscina romana para a abertura de uma vala, durante a construção do aldeamento turístico das Pedras del Rei, tendo os vestígios arqueológicos sido provavelmente levados em conjunto com o entulho das obras. Por esse motivo, pediu ao governo que a zona de protecção fosse estendida desde a via férrea até ao mar, embora os seus esforços não tenham sido bem sucedidos. Durante o Verão de 1978, foi enviado um novo telegrama avisando o governo sobre a condição dos vestígios de Balsa, desta vez dos arqueólogos Manuel Maia e Maria Maia, onde informaram que máquinas de construção estavam a destruir as ruínas da cidade. Nessa altura, também foi alertado o Governador Civil de Faro, tendo o proprietário dos terrenos declarado que estava à espera da resolução sobre aquele assunto. Nos finais da década de 1970, Manuel da Maia foi responsável pelo primeiro relatório técnico arqueológico de Balsa.
A partir da década de 1970 que não são feitos trabalhos sistemáticos de arqueologia em Balsa, embora a cidade tenha sido esporadicamente alvo de estudos por parte de vários investigadores, incluindo José de Encarnação, que analisou a cidade no âmbito da sua tese de doutoramento em 1984, Jorge de Alarcão, que descreveu a cidade em várias obras, e Vasco Mantas, que fez importantes descobertas sobre a organização urbana a partir de fotografias aéreas e outras fontes. Nos finais da década de 1980, a arqueóloga Cristina Garcia fez várias prospecções na zona a pedido do Parque Natural da Ria Formosa, que foi a base de um relatório elaborado em 1989, onde apresentou uma proposta para a classificação das ruínas de Balsa.
Na década de 1990, foram novamente analisadas as informações que Estácio da Veiga recolheu durante as suas investigações, por iniciativa da arqueóloga Jeannette Nolen. Posteriormente, Manuel e Maria Maia fizeram novas escavações na cidade de Tavira, tendo encontrado vestígios que remontam aos princípios do primeiro milénio a.C., uma descoberta que revelou que a povoação de Tavira é muito mais antiga do que se conhecia, e que foi um importante núcleo urbano anterior ao domínio romano. Esta descoberta levou a uma nova especulação sobre a localização original de Balsa, que poderia ter sido fundada num outro local e depois mudada para a zona das Antas e Torre de Aires, conceito que era considerado muito comum na civilização romana.

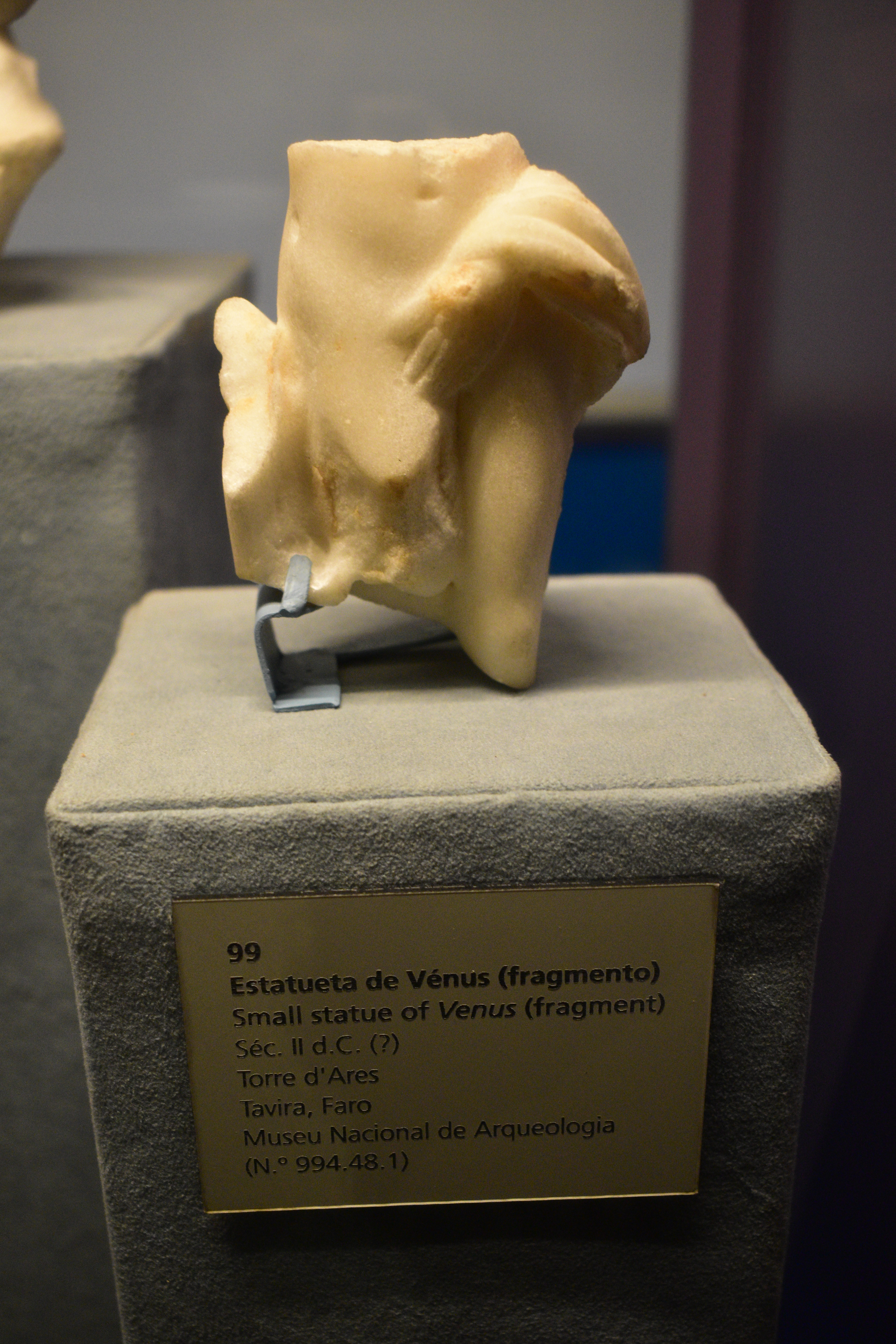
Fragmento de uma estatueta de Vénus, descoberta na zona de Torre de Aires.

#### Século XXI

##### Década de 2000
A zona de Balsa também foi analisada pelo geógrafo Luís Fraga da Silva, que em 2007 publicou o livro Balsa, Cidade Perdida. O investigador criticou o roubo de artefactos da antiga cidade, tendo declarado ter encontrado moedas de Balsa em feiras de velharias. Em 19 de Dezembro de 2007, foi aprovado o Plano de Ordenamento Territorial do Algarve, que classificou os vestígios da cidade de Balsa como de prioridade estratégia para a região, embora, como criticou Fraga da Silva, a autarquia continuou a autorizar a construção de novos edifícios na zona, devido aos benefícios económicos, através das taxas de construção e do Imposto Municipal sobre Imóveis. Fraga da Silva também defendeu que fossem feitas análises geofísicas no aldeamento das Pedras del Rei, para saber quais seriam as zonas a proteger no seu subsolo.

##### Década de 2010
Em 2015, o arqueólogo Manuel Maia criticou o estado de abandono das ruínas de Balsa, apontando motivos económicos e políticos como possíveis causas para a falta de interesse por parte do governo. Com efeito, grande parte das ruínas fora da zona de protecção foram destruídas ou escondidas pela construção de moradias, devido principalmente à falta de uma estratégia para a preservação dos vestígios. Não se verificou, por exemplo, o acompanhamento por parte das autoridades do património, nas obras que foram feitas em locais de interesse do ponto de vista arqueológico, mas fora da zona protegida. Um dos principais defensores da cidade de Balsa é o antigo presidente da câmara municipal de Tavira, Macário Correia, que durante o seu mandato tentou entrar em acordo com os proprietários de vários terrenos para permitir que fossem feitas investigações arqueológicas, sem sucesso. O então autarca de Tavira, Jorge Botelho, também se comprometeu na preservação dos vestígios de Balsa, para futuramente os poder expôr ao público. Este ponto de vista também foi partilhado por Manuel Maia, que propôs a futura escavação e aproveitamento turístico do complexo de Balsa.
Em Setembro de 2015, parte dos vestígios arqueológicos dentro da zona de protecção, na Quinta de Torre de Aires, foram destruídos pela abertura de terraplanagens e valas, para a instalação de uma estufa de frutos vermelhos pela empresa espanhola Surexport. Estas obras foram paralisadas devido à denúncia por parte da população e da imprensa, tendo o primeiro alerta sido dado por uma cidadã francesa residente na cidade de Tavira, Bénédicte Travaux, que estava preocupada com o impacto na paisagem e na ecologia da Ria Formosa pela instalação de uma grande unidade de agricultura intensiva naquela zona. Formou-se em seguida um movimento contra as obras, com o envio de denúncias a várias entidades, e a criação de uma petição pela Internet, que levou à intercessão do Serviço de Protecção da Natureza e do Ambiente da Guarda Nacional Republicana, Direcção Regional de Cultura do Algarve e da Comissão de Coordenação e Desenvolvimento Regional do Algarve. Nos inícios do mês de Outubro, a Guarda Nacional Republicana fez a primeira fiscalização no local, tendo emitido um auto de notícia devido a obras ilegais numa zona de reserva ecológica nacional. Na altura, a directora regional da cultura do Algarve, Alexandra Gonçalves, afirmou que o proprietário e arrendatário dos terrenos tinham sido notificados para pararem imediatamente as obras, e que em seguida iria ser feita uma análise dos prejuízos que estes trabalhos tinha feito nas ruínas. O embargo das obras foi ordenado pelo presidente da Comissão de Coordenação e Desenvolvimento Regional do Algarve, David Santos, em 30 de Outubro, apenas devido à natureza do local como reserva ecológica, tendo concedido à empresa espanhola o prazo de um mês para voltar a deixar o terreno como estava antes das obras, incluindo a remoção de todas as estruturas na zona em causa. Desta forma, não se referiu a destruição de património arqueológico como causa para a paralisação das obras, não tendo sido aplicada a legislação relativa à classificação das ruínas como Imóvel de Interesse Público. Com efeito, as obras foram aprovadas no início do Verão pelo Instituto da Conservação da Natureza e das Florestas, órgão responsável pelo Parque da Ria Formosa, mas como estavam a ser feitas numa reserva ecológica nacional, necessitavam de autorizações por parte de outras entidades, algo que não foi informado à empresa espanhola. Desta forma, o embargo das obras apenas se aplicou numa área de cerca de 15 hectares, que estava inserida na zona classificada como Faixa de Protecção ao Sistema Lagunar, parte da reserva ecológica nacional. Na propriedade da Quinta de Torre de Aires existiam ainda três sítios arqueológicos, classificados igualmente como imóveis de interesse público, que não foram alvo de destruição. Os responsáveis pela empresa espanhola garantiram, na altura, que iriam obter as autorizações necessárias para prosseguir a exploração agrícola, prevendo que a colheita de framboesas iria ter início em Maio do ano seguinte. Segundo o arqueólogo Rui Parreira, director de Serviços de Bens Culturais da Direcção Regional de Cultura, a empresa tinha pedido um caderno de encargos, documento que já estava em preparação em Novembro, que iria indicar o que é que poderia ser feito em termos de exploração agrícola, sem colocar em causa os vestígios da cidade romana. Rui Parreira criticou igualmente a falta de uma investigação exaustiva sobre a importância das ruínas, tendo apontado como principais motivos a falta de meios financeiros, e a oposição por parte do proprietário dos terrenos. Bénédicte Travaux, que fazia parte da associação Salvem Balsa, criticou a apatia dos órgãos municipais para defender as ruínas romanas, que só entraram em acção nos casos mais mediáticos, como a exploração agrícola na Quinta da Torre de Aires.

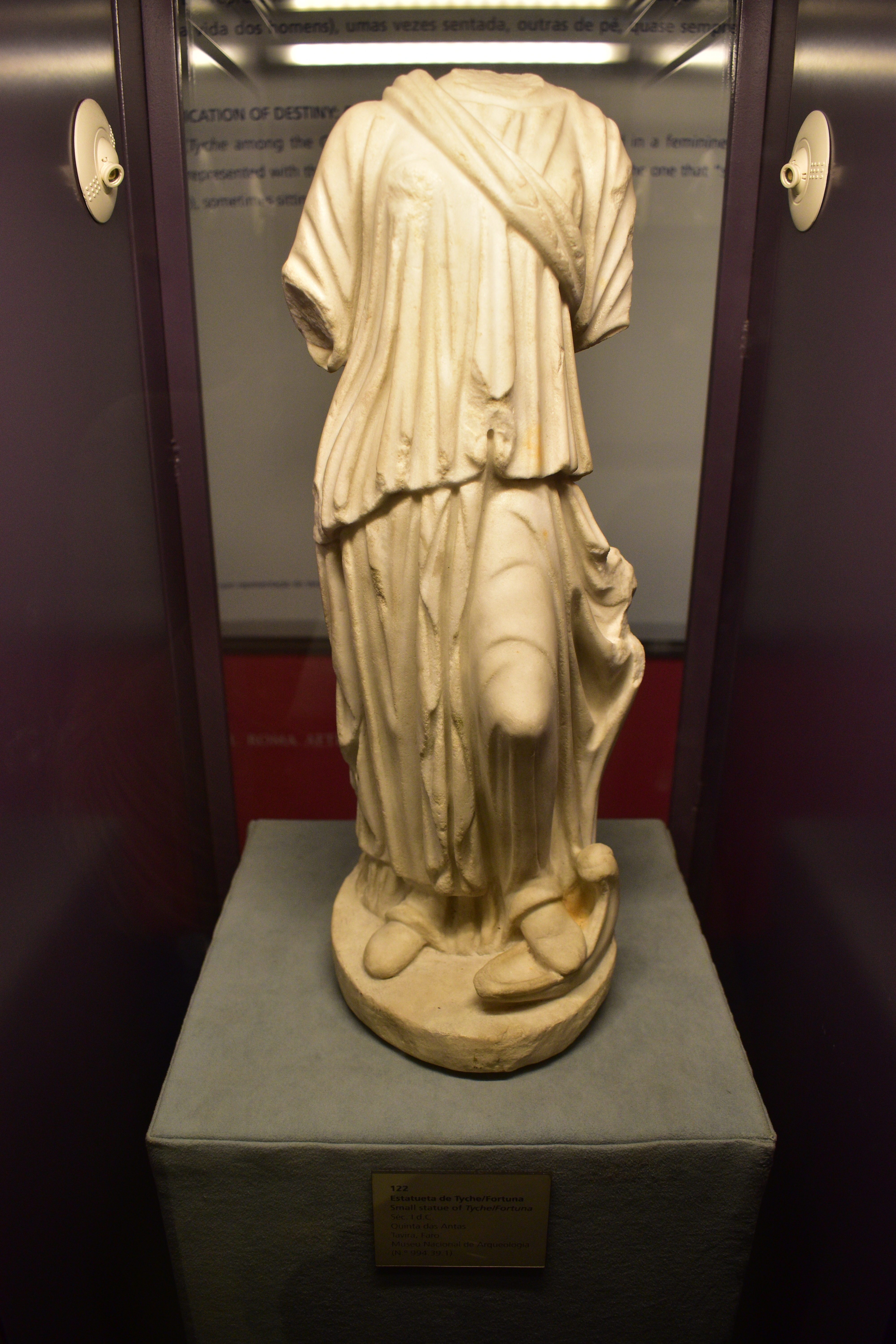
Estatueta da deusa Fortuna, encontrada na Quinta das Antas.

Em 27 de Outubro de 2016, a autarquia de Tavira aprovou um projecto para a reabilitação da casa do cidadão holandês Martijn Kleijwegt, perto das Pedras del Rei, sem pedir o aval da Direcção Regional de Cultura do Algarve, nem ordenar o acompanhamento da obra por parte de arqueólogos, apesar do edifício estar situado numa zona onde foram encontrados vestígios de Balsa, embora fora da zona especial de protecção. Martijn Kleijwegt adquiriu uma propriedade com cerca de cinco hectares, onde estavam dois prédios mistos, que demoliu. Depois de várias queixas, foi feita uma inspecção do serviço de Protecção da Natureza e do Ambiente da Guarda Nacional Republicana, que declarou não terem sido encontrados vestígios arqueológicos, e em 17 de Março de 2017 foi feita a fiscalização das obras por parte da autarquia. Esta embargou os trabalhos em 24 de Maio, com base na violação do Plano Director Municipal, que proíbe novas construções na zona, sendo apenas permitidas obras de reabilitação das já existentes. O prédio construído por Martijn Kleijwegt foi posteriormente demolido. Entre Maio de 2016 e Maio de 2017, o sítio foi alvo de várias pesquisas arqueológicas, tendo sido recolhidos muitas peças de cerâmica, incluindo ânforas do século I.
Em Maio de 2017, a Zona Especial de Protecção Provisória da estação arqueológica de Balsa foi ampliada de 53 para 233 hectares, alteração que foi feita pela Direcção-Geral do Património Cultural, por iniciativa da Direcção Regional de Cultura do Algarve. No entanto, ainda ficaram por demarcar as zonas de restrição, enquanto que os terrenos junto à margem da Ria Formosa continuaram a sofrer com a pressão imobiliária. Nessa altura, também foi pedida a reclassificação da estação arqueólogica para Sítio de Interesse Público. No Verão de 2017, uma equipa de arqueólogos coordenada por Vítor Sousa Dias investigou o centro da cidade de Balsa.
Vítor Dias discursou durante a apresentação de um anteprojecto para preservar os vestígios da cidade, no Centro de Ciência Viva de Tavira, em Janeiro de 2018. Este anteprojecto iria servir para continuar os estudos, identificar os limites da antiga cidade, e instalar um campo arqueológico e um centro interpretativo. Referiu igualmente que tinha sido muito provavelmente identificado o local do antigo fórum romano, junto da torre na Quinta de Torre de Aires, e que tinham sido encontradas estruturas murais e vias que continuavam no sentido Este. João Pedro Bernardes, especialista em arqueologia romana e docente na Universidade do Algarve, relatou nessa altura que tinham sido encontradas duas bases de estátuas na zona do fórum, e que seriam preservadas no museu de Tavira. Afirmou igualmente que duas universidades estrangeiras, uma espanhola e outra alemã, estavam interessadas no estudo das ruínas de Balsa, e sugeriu que fosse iniciado um projecto científico de longa duração, e instalado um núcleo museológico que fizesse parte de roteiros turísticos na zona. Defendeu que as obras do anteprojecto começassem pela determinação dos limites de Balsa, que ainda não eram bem conhecidas, informação que considerava vital para a passagem para uma segunda fase. Para obter estes dados, deviam ser feitos levantamentos geofísicos, baseados em técnicas de georradar, nos terrenos junto à Quinta da Torre de Aires, de forma a saber se existiam vestígios arqueológicos sem se proceder a escavações. As associações de defesa do território, em conjunto com os arqueólogos, defenderam a criação de um programa, baseado na Universidade do Algarve, para a defesa e valorização da zona de Balsa, unindo o património cultural ao ambiente natural. O presidente da Câmara Municipal de Tavira, Jorge Botelho, sustentou que o problema da preservação de Balsa pertencia mais ao governo central do que à autarquia, tendo defendido um maior envolvimento por parte do ministro da Cultura, e a nacionalização dos terrenos privados no interior da estação arqueológica. Desta forma, desapareceria um dos maiores entraves às escavações, a natureza privada dos terrenos, embora algumas das pesquisas arqueológicas tenham sido financiadas pelos proprietários, como sucedeu na Quinta de Torre de Aires.
Para a elaboração das prospecções preventivas, foi contratada a empresa arqueológica Archaeofactory, que captou várias imagens de georadar, revelando restos de paredes, com cerca de um metro de altura, numa extensa zona ao longo da margem da Ria Formosa, entre a foz da ribeira da Luz até à zona das Pedras del Rei. Em 2018, João Pedro Bernardes falou sobre as possível instalação de um núcleo museológico, referindo que seria implementado de forma distinta do de Milreu, devido às diferenças na natureza dos vestígios arqueológicos, e que poderia ter percursos que unissem as vertentes culturais e ambientais.
Em 26 de Julho de 2019, foi assinado um protocolo entre a autarquia de Tavira, a Universidade do Algarve e a Direcção Regional de Cultura do Algarve para o lançamento da iniciativa Balsa, recuperação e divulgação de uma cidade romana do Sudoeste Ibérico, com a duração de três anos, e que tem como propósito a conservação dos vestígios arqueológicos da antiga cidade de Balsa. Esta iniciativa foi criada após uma candidatura ao programa CRESC Algarve 2020 do Centro de Estudos de Arqueologia, Artes e Ciências do Património da Universidade do Algarve, dirigido por João Pedro Bernardes. Nessa altura, o presidente da autarquia de Tavira, Jorge Botelho, reafirmou a importância de Balsa, não só para a história do concelho mas para toda a região, e assumiu o compromisso de revelar as partes da antiga cidade que ainda estavam enterradas. Esperava igualmente que nas escavações fossem encontrassem vestígios suficientes para avançar para uma segunda fase, a criação de um núcleo arqueológico com um museu próprio, que seria a imagem de marca de Tavira. A instalação do museu também foi defendida por Adriana Freire Nogueira, da Direcção Regional de Cultura do Algarve, para preservar os vários artefactos encontrados em Balsa. No âmbito daquela iniciativa, estava programada uma intervenção arqueológica no local entre 19 de Agosto e 6 de Setembro do mesmo ano, que deveria servir para salvaguardar o património existente, e ao mesmo tempo requalificar e valorizar a área onde se situava a cidade. Estes trabalhos também tinham um fim educativo, pelo que estava prevista a instalação de um campus-escola destinado a alunos universitários, nacionais ou estrangeiros.
Em Setembro, as escavações foram visitadas por um grupo de especialistas espanhóis, que avançaram a teoria que a cidade teria sido devastada por um maremoto, ocorrido nos finais do século II ou princípios do século III, que também terá destruído outras povoações romanas na costa algarvia e da Andalusia. Segundo o professor e arqueólogo João Pedro Bernardes, «há referências da existência desse evento extremo no início do século III», embora estas fontes não são muito fiáveis, uma vez que têm origem em Roma, tendo sido baseadas em descrições de mercadores, que eram muito vagas. No sentido de validar esta teoria, os cientistas espanhóis compilaram um conjunto de amostras, como conchas e ossos, que seriam depois sujeitas a uma datação por radiocarbono. Uma possível prova física do maremoto terá sido a sobreposição das ruínas, com estruturas da antiguidade tardia em cima de edifícios do Alto Império, tendo sido encontradas evidências de reaproveitamento dos antigos materiais. As escavações no Verão de 2019 fizeram parte do programa Balsa – em busca das Origens do Algarve, organizado pela Universidade do Algarve, Direcção Regional de Cultura do Algarve, Câmara de Tavira e pelo Centro Ciência Viva de Tavira, e que tinha como fim continuar a investigação arqueológica em Balsa. Este plano foi financiado pelos fundos europeus através do Programa Operacional Regional do Algarve - CRESC 2020. Durante as escavações de 2019, foi confirmada a presença de vários edifícios e de uma estrada no sentido de Oeste para Este, que já tinham sido parcialmente descobertos durante sondagens em 2017. Previa-se que durante os trabalhos arqueológicos de 2020 e 2021 fossem confirmados os limites urbanos da cidade, que provavelmente seria muito superior à zona protegida, pelo que esta iria precisar de ser reformulada, de forma a abranger os novos locais onde iriam ser encontrados vestígios, e libertar aqueles sem interesse do ponto de vista arqueológico.

##### Década de 2020
Em Janeiro de 2020, foi organizado um programa de formação sobre a antiga cidade de Balsa no Centro de Ciência Viva de Tavira, no âmbito do plano Balsa – em busca das Origens do Algarve. Em 20 de Janeiro de 2024, iniciou-se a exposição Balsa, Cidade Romana no Palácio da Galeria, em Tavira, onde foi reunido um grande número de peças recolhidas naquele sítio arqueológico, oriundas de várias instituições públicas e privadas, incluindo os museus municipais de Tavira, Faro e Olhão, o Museu Nacional de Arqueologia, o Museu Arqueológico do Carmo, o Museu Paroquial de Moncarapacho e a Unidade de Cultura da Comissão de Coordenação e Desenvolvimento Regional do Algarve.

## Cidadãos da cidade (Os 55 balsenses)
| Nome Gentilício | Pronome | Cognome   | Sexo      | Estatuto e observações                                                                   | N.º |
| --------------- | ------- | --------- | --------- | ---------------------------------------------------------------------------------------- | --- |
| Emília          |         | Queris    | Feminino  | Mulher de Caio Flávio Relatão (n.º 10). Possível liberta.                                | 1   |
| Álbio           |         | Nereis    | Feminino  | Possível liberta ou de família greco-falante ligada à navegação e ao comércio marítimo   | 2   |
| Ânio            |         | Primitivo | Masculino | Séxviro (sacerdote do culto imperial). Liberto. Oferece combate de barcas e de pugilato. | 3   |
| A               |         | P         | M         | S.                                                                                       | 3   |

## Leitura recomendada
- O Algarve da antiguidade aos nossos dias: elementos para a sua história: O Algarve no mundo mediterrâneo antigo, as cidades como espaços políticos e culturais. Volume 1. Lisboa: Colibri. 1999
- Noventa séculos entre a serra e o mar. Lisboa: Instituto Português do Património Arquitectónico. 1997
- ARAGÃO, Augusto Carlos Teixeira (1868). Relatório sobre o cemitério romano descoberto próximo da cidade de Tavira em Maio de 1868. Lisboa: [s.n.]
- OLIVEIRA, F. X. de Ataíde (1913). Monografia da Luz de Tavira. Porto: [s.n.]
- PIDAL, R. Menéndez (1935). Historia de España (em espanhol). Madrid: [s.n.]
- SANTOS, Maria Luísa Estácio da Veiga Afonso dos (1971). Arqueologia Romana do Algarve: (Subsídios) (Tese de Dissertação para a Licenciatura em Ciências Históricas apresentada à Faculdade de Letras de Lisboa). 2 Volumes. Lisboa: Associação dos Arqueólogos Portugueses
- SILVA, Luís Fraga da (2007). Balsa, cidade perdida. Tavira: Campo Arqueológico de Tavira / Câmara Municipal de Tavira. 137 páginas. ISBN 978-972-97648-9-9
- VASCONCELOS, José Leite de (1897–1913). Religiões da Lusitânia. Lisboa: [s.n.]